# ヘスス・マリア・ラクルス
ヘスス・マリア・ラクルス・ゴメス（Jesús María Lacruz Gómez、1978年4月25日 - ）は、スペイン・ナバラ州パンプローナ出身の元サッカー選手。ポジションはDF。

## 経歴
1994年、2部所属のCAオサスナでプロデビュー。1997年にアスレティック・ビルバオに移籍し、9月13日のデポルティーボ・ラ・コルーニャ戦で1部デビューを果たした。2006年から2009年にはRCDエスパニョールに在籍した。
代表では、2000年のシドニーオリンピックに出場した。スペインは決勝まで進んだが、カメルーンとの試合はPK戦までもつれ、チームは敗れた。